# Abdoulaye Meïté
Pour les articles homonymes, voir Meité.
Abdoulaye Meité, né le 6 octobre 1980 à Colombes, est un footballeur international ivoirien qui évolue au poste de défenseur.
Il est également de nationalité française.

## Biographie
Formé au Red Star 93, où il signe son premier contrat professionnel au début de l'année 2000, c'est à l'Olympique de Marseille (OM), où il arrive en l'été suivant, qu'il fait ses premiers pas au plus haut niveau. Joueur caractérisé par sa puissance physique et son bon jeu de tête, en revanche moins à l'aise techniquement, il résiste à de nombreux bouleversements au sein de l'OM. Connaissant des périodes difficiles pour ce club, comme celle du retour de Bernard Tapie au début du siècle, il y connaît également quelques grands moments. Parmi ceux-ci se trouve principalement la campagne du club en Coupe UEFA lors de la saison 2003-2004. Emmené notamment par Didier Drogba, l'Olympique de Marseille doit en partie sa qualification en finale grâce à un but inscrit par Abdoulaye Meité en huitièmes de finale face au club de Liverpool. 
Alternant périodes de titularisation avec d'autres phases plus délicates, Abdoulaye Meïté reste fidèle au club marseillais durant certaines saisons difficiles sportivement, pour finalement être poussé vers la sortie lors de l'été 2006.
Meïté s'en va alors jouer dans le championnat anglais, d'abord à Bolton.
Puis lors du mercato estival 2008, il s'engage avec West Bromwich Albion, un promu en 1re division. Le 17 mai 2009, son équipe est officiellement reléguée en D2, à la suite de sa défaite 2-0 face à Liverpool.
Il s'engage avec le Dijon FCO le 29 juin 2011 pour une durée de 3 ans. Lors de la 3e journée, il blesse le Lorientais Julien Quercia en le taclant. À la suite de ce geste, la commission de discipline de la LFP lui inflige huit matches de suspension ferme.
Le 1er septembre 2012, le club dijonnais annonce que le contrat de Meïté est résilié à l'amiable.
En mars 2013, il signe en faveur du club finlandais du FC Honka un contrat de six mois.
En janvier 2014, il signe en faveur du club anglais de Doncaster Rovers.

## Palmarès
- Finaliste de la Coupe UEFA en 2004 avec l'Olympique de Marseille
- Vainqueur de la Coupe Intertoto en 2005 avec l'Olympique de Marseille